# وظيفة (نحو وظيفي)
'الوظائف الكبرى في النحو الوظيفي هي ثلاثة وظائف تستعمل في الكلام وهي وظائف الفكرة والأشخاص والنص.